# Trelissick Garden

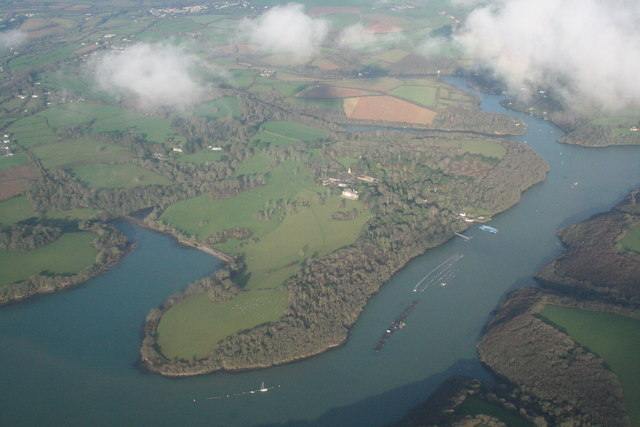
Veduta aerea della tenuta di Trelissick

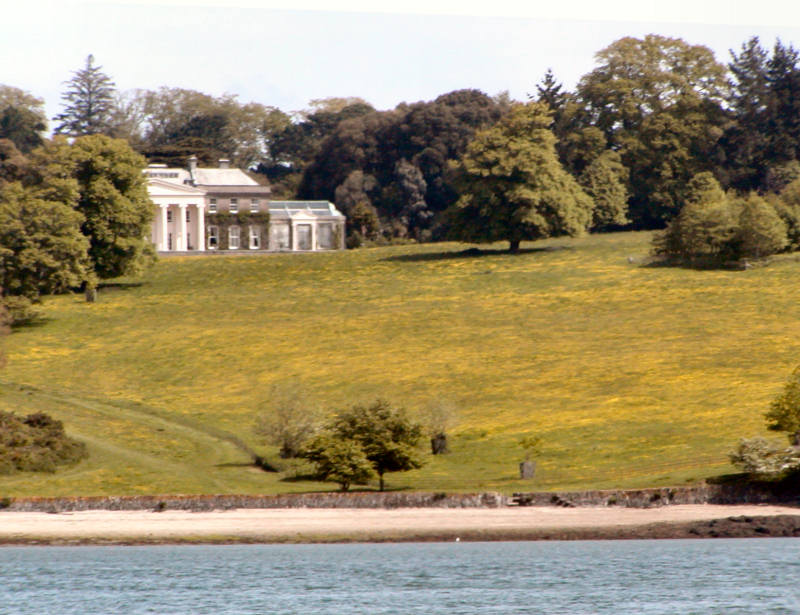
La tenuta di Trelissick con la Trelissick House vista dal fiume Fal

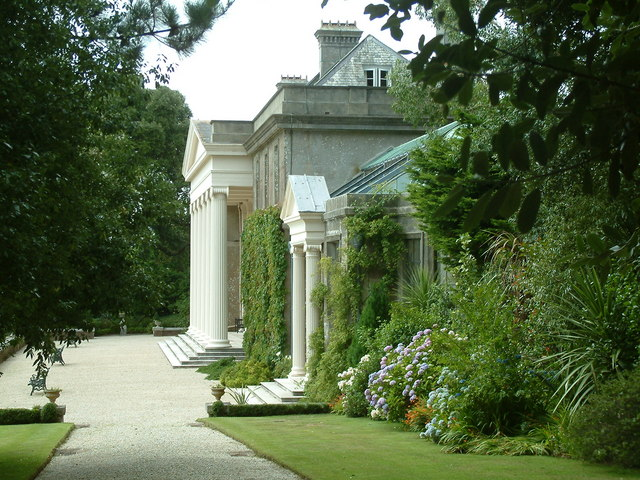
Trelissick Garden con la Trelissick House

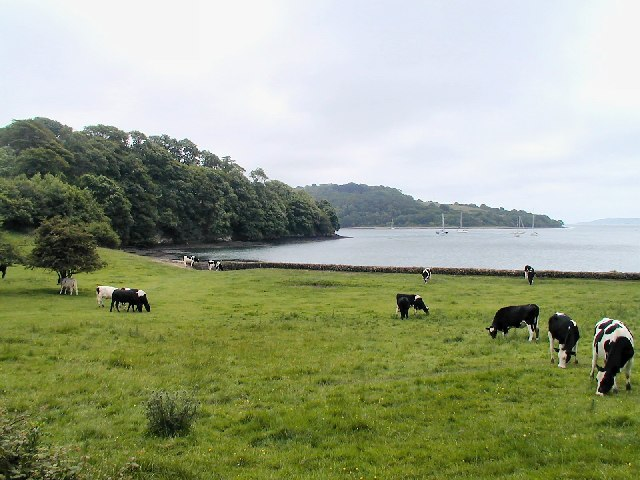
Animali al pascolo nella tenuta di Trelissick

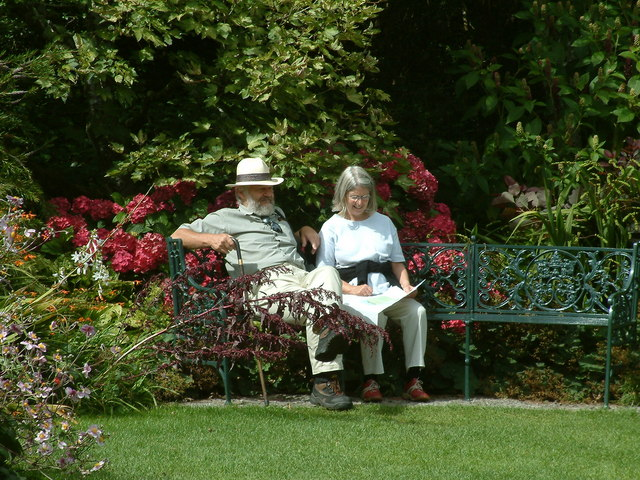
Turisti in visita ai giardini

Trelissick Garden(s) (in lingua cornica:  Lowarth Trelesyk) è un giardino con piante esotiche del villaggio inglese di Trelissick, nella parrocchia civile di Feock (dintorni di Truro), in Cornovaglia, ospitato all'interno della tenuta di Trelissick ed approntato nella prima metà del XX secolo.
Il giardino è posto sotto la tutela del National Trust.

## Descrizione
Il Trelissick Garden si trova lungo l'estuario del fiume Fal e si estende in un'area di circa 375 acri.
Il giardino ospita camelie, magnolie, ortensie e rododendri. Vi trovano inoltre posto piante rampicanti, aceri, conifere, alberi da fico e un meleto della Cornovaglia.
|  |

All'interno della tenuta di Trelissick si trova inoltre la Trelissick House, una residenza risalente al 1750.

## Storia
La storia della tenuta ebbe inizio nel 1750, quando vi fu costruita una villa a due piani.
Intorno al 1800 la villa fu acquisita da un ricco ereditiero, il Sig. Daniell. In seguito, la villa passò al figlio di quest'ultimo, Thomas Daniell, che nel 1825 commissionò a Peter Frederick Robinson di approntare delle modifiche all'edificio (si deve a lui il portico colonnato).
La tenuta divenne in seguito, segnatamente tra il 1844 e il 1913 di proprietà della famiglia Gilbert. I Gilbert aggiunsero alla tenuta un bosco ornamentale, querce e conifere.
Nel 1937 la tenuta fu ereditata dalla Sig.ra Copeland. La realizzazione di gran parte dei giardini visibili tuttora si deve proprio ai coniugi Copeland.